# Stazione di Francavilla al Mare
Stazione di Francavilla al Mare vasútállomás Olaszországban, Francavilla al Mare településen.

## Vasútvonalak
Az állomást az alábbi vasútvonalak érintik:
- Ancona–Lecce-vasútvonal

## Kapcsolódó állomások
A vasútállomáshoz az alábbi állomások vannak a legközelebb:
- Stazione di Pescara Tribunale
- Stazione di Tollo-Canosa Sannita
- Pineta di Pescara railway halt